# Peter Wertheim
Peter Wertheim (auch Peter Wirtheim und Peter Noyen, * um 1505 in Weert, Niederlande; † nach 1547) war ein Theologe und Pfarrer der Reformationszeit. 

## Leben
Wertheim studierte zunächst in Löwen und wechselte dann an die neu gegründete Hochschule in Marburg. Auf die Bitte des Predigers Bernd Rothmann wurde er von dort vom hessischen Landgrafen Phillip gemeinsam mit Gottfried Stralen (auch Strahlen) nach Münster gesandt. Dort sollten alle Kirchen mit Ausnahme des Doms und der Klöster und Stifte an evangelische Prediger übergeben werden. An solchen mangelte es aber. Wertheim übernahm 1532 St. Ludgeri. Am 16. August 1532 war er Mitunterzeichner eines Entwurfs zur Reform des Abendmahls. In der Frage der Erwachsenentaufe entzweite er sich aber mit Rothmann und den Münsteraner Täufern. Als 1534 beschlossen wurde, dass alle Gegner der Täufer Münster verlassen mussten, verließ Wertheim die Stadt, ging zurück nach Hessen und wurde dann Feldprediger des Landgrafen in Württemberg und Münster. Zwischen 1536 und 1540 war er Pfarrer in Eddigehausen bei Göttingen und dann bis etwa 1548 in Wolfhagen. 1545 erschien sein calvinischer Katechismus, dessen Verwendung später verboten wurde, bei Kolbe in Marburg. Danach verlieren sich seine Spuren. Wertheims Tochter heiratete seinen Nachfolger im Pfarramt in Wolfhagen.